# 24 Hores de Montjuïc 1960
L'edició de 1960 de les 24 Hores de Montjuïc fou la 6a d'aquesta prova, organitzada per la Penya Motorista Barcelona al Circuit de Montjuïc el cap de setmana del 6 i 7 de juliol. Era la tercera prova de la Copa FIM de resistència d'aquell any.

## Classificació general
| Posició | Pilot 1                | Pilot 2                 | Motocicleta | Cubicatge | Voltes | Km        | Km/h   |
| ------- | ---------------------- | ----------------------- | ----------- | --------- | ------ | --------- | ------ |
| 1       | Francesco Villa        | Alfredo Balboni         | Ducati      | 175       | 603,76 | 2.288,654 | 95,364 |
| 2       | Bruce Daniels          | Peter Darvill           | BMW         | 600       | 600,19 | 2.275,129 | 94,797 |
| 3       | Ricard Fargas          | Enzo Rippa              | Ducati      | 175       | 570,69 | 2.163,282 | 90,136 |
| 4       | Gianfranco Latini      | Gozza                   | Ducati      | 175       | 570,10 | 2.161,049 | 90,043 |
| 5       | Alain Dagan            | Jean-Claude Bargetzi    | BMW         | 600       | 539,68 | 2.045,741 | 85,239 |
| 6       | Jordi Balasch          | Josep Maria Arenas      | Ducati      | 175       | 536,02 | 2.031,886 | 84,661 |
| 7       | J. L. Cobos            | Aragonès                | Ducati      | 175       | 510,24 | 1.934,152 | 80,589 |
| 8       | Joan Sobrepera "Tiger" | Francesc Valera "Bambi" | Bultaco     | 125       | 508,89 | 1.929,035 | 80,376 |
| 9       | Alain Schaffner        | Jacques Roca            | FN          | 250       | 498,23 | 1.888,634 | 78,693 |
| 10      | Albert Pfuhl           | Roland Müller           | Heinkel     | 175       | 490,51 | 1.859,598 | 77,483 |

## Guanyadors per categories
| Categoria | Pilot 1                | Pilot 2                 | Motocicleta | Voltes | Km        | Km/h   |
| --------- | ---------------------- | ----------------------- | ----------- | ------ | --------- | ------ |
| 125 cc    | Joan Sobrepera "Tiger" | Francesc Valera "Bambi" | Bultaco     | 508,89 | 1.929,035 | 80,376 |
| 250 cc    | Francesco Villa        | Alfredo Balboni         | Ducati      | 603,76 | 2.288,654 | 95,360 |
| +250 cc   | Bruce Daniels          | Peter Darvill           | BMW         | 600,19 | 2.275,129 | 94,797 |

## Trofeus addicionals
| Trofeu                                     | Guanyador                                        | Punts |
| ------------------------------------------ | ------------------------------------------------ | ----- |
| Trofeu Conrado Cadirat                     | Francesco Villa - Alfredo Balboni                | 80    |
| VI Trofeu "Centauro" de El Mundo Deportivo | Mototrans (Francesco Villa - Alfredo Balboni)    | -     |
| Premi CAP 125 cc                           | Joan Sobrepera "Tiger" - Francesc Valera "Bambi" | -     |